# Jimmy Lemi Milla
Jimmy Lemi Milla (8 de agosto de 1948 - 9 de fevereiro de 2011) foi um político sudanês, membro do gabinete do Sudão do Sul. Ele pertencia a etnia Bari.